# Hospoda ve Spessartu
Hospoda ve Spessartu (německy Das Wirthaus im Spessart) je západoněmecká dobrodružná hudební komedie režiséra Kurta Hoffmana. Film vznikl na motivy stejnojmenné knihy Wilhema Haufa. Jedná se o první díl „spessartské trilogie“. Film navštívilo v kinech 11 250 000 lidí; 43 let nedokázal žádný výhradně německý film překonat tento rekord.[zdroj⁠?!]

## Obsazení
| Lisellote Pulver     | Komtesa Franziska von und zu Sandau |
| Carlos Thompson      | Loupežnický hejtman, italský hrabě  |
| Rudolf Vogel         | Buffon Parucchio                    |
| Hubert von Meyerinck | Obrist von Teckel                   |
| Günter Lüders        | Baron Sperling                      |
| Paul Esser           | Kaprál                              |
| Otto Storr           | Kněz                                |
| Helmut Lohner        | Felix                               |
| Herbert Hübner       | Hrabě Sandau                        |
| Ina Peters           | Komorná Barbara                     |
| Hans Clarin          | Petr                                |
| Wolfgang Neuss       | Loupežník Knoll                     |
| Wolfgang Müller      | Loupežník Funzel                    |

## Děj
Ve Spessartu řádí krvelační loupežníci. Hrabě Sandau chce provdat svoji dceru Franzisku za barona Sperlinga. Když odváží Sperling Franzisku na svůj zámek, stane se jim nehoda a jsou nuceni přespat v hospodě. Zde jsou přepadeni loupežníky. Ti chtějí, aby jim zaplatili jako výkupné 20 000 zlatých nebo komtesu oběsí. Franziska se vymění šaty s tovaryšem Felixem a utíká na zámek za otcem. Ten však nechce zaplatit výkupné za její přátele a posílá tam armádu. Franziska se tedy opět přestrojí za tovaryše a přijde k loupežníkům s tím, že se chce stát členem bandy. Opravdu se tak stane a dělá sluhu hejtmanovi, který pozná, že tovaryš je ve skutečnosti komtesou. V bandě vládne rozkol. Všichni nesouhlasí s hejtmanem a chtějí raději komtesu oběsit. Les obklíčí vojáci. Hejtman propustí kněze, aby vojáky zastavil. Stane se však opačná věc. Vojáci vjedou do lesa. V táboře se mezitím strhne rvačka zajatců a hejtmana proti loupežníkům. Hejtman a zajatci loupežníky přemůžou a když přijedou vojáci, utíká hejtman s Franziskou. Franziska jej ukryje na svém zámku. Vojáci přijedou prohledat zámek. Nenachází však nic, protože hejtman utekl. Ve městě se setkává se svým sluhou a odjíždějí na zámek, kde se koná svatba Franzisky a Sperlinga. Franziska, která se do hejtmana zamilovala, Sperlinga nechce. Když se dozví, že si pro ni hejtman přijel, utíká s ním před svatbou a jejím otcem.

## Český dabing
Film byl v československých kinech uveden rok po německé premiéře. Setkal se zde s víceméně pozitivními recenzemi. V roce 1972 uvedla film Československá televize s českým dabingem. Dabing vyrobilo Filmové studio Barrandov dabing. České dialogy a režii obstaral K. M. Walló, který napsal i texty písní.
| Consuela Morávková | Komtesa Franziska von und zu Sandau |
| Petr Oliva         | Loupežnický hejtman, italský hrabě  |
| Miloš Kopecký      | Buffon Parucchio                    |
| Oldřich Musil      | Obrist von Teckel                   |
| Eduard Cupák       | Baron Sperling                      |
| Miroslav Moravec   | Kaprál                              |
| Bedřich Prokoš     | Kněz                                |
| Jiří Novotný       | Felix                               |
| Čestmír Řanda      | Hrabě Sandau                        |
| Eva Trejnarová     | Komorná Barbara                     |
| Alfréd Strejček    | Petr                                |
| Stanislav Fišer    | Loupežník Knoll                     |
| Jiří Bruder        | Loupežník Funzel                    |